# Bowlesia sodiroana
Bowlesia sodiroana är en flockblommig växtart som beskrevs av H.Wolff. Bowlesia sodiroana ingår i släktet drusor, och familjen flockblommiga växter. Inga underarter finns listade i Catalogue of Life.